# Neostenanthera
Neostenanthera este un gen de plante angiosperme din familia Annonaceae.

Cladograma conform Catalogue of Life:
| Neostenanthera | \| \| Neostenanthera gabonensis \| \| \| \| \| \| Neostenanthera hamata \| \| \| \| \| \| Neostenanthera myristicifolia \| \| \| \| \| \| Neostenanthera neurosericea \| \| \| \| \| \| Neostenanthera robsonii \| \| \| \| \| \| Neostenanthera yalensis \| \| \| \| |
|                | \| \| Neostenanthera gabonensis \| \| \| \| \| \| Neostenanthera hamata \| \| \| \| \| \| Neostenanthera myristicifolia \| \| \| \| \| \| Neostenanthera neurosericea \| \| \| \| \| \| Neostenanthera robsonii \| \| \| \| \| \| Neostenanthera yalensis \| \| \| \| |
|                | Neostenanthera gabonensis |
|                | |
|                | Neostenanthera hamata |
|                | |
|                | Neostenanthera myristicifolia |
|                | |
|                | Neostenanthera neurosericea |
|                | |
|                | Neostenanthera robsonii |
|                | |
|                | Neostenanthera yalensis |
|                | |